# 世界気象監視計画
世界気象監視計画（せかいきしょうかんしけいかく、英: World Weather Watch, WWW）とは、気象観測データの共有および集積を世界的に推進する、世界気象機関 (WMO) のプロジェクト。1963年開始。
世界気象監視計画は、気象予報の根幹を成す情報収集に重点を置いた事業であり、現在では気象予報に欠かすことのできない重要な通信システムを作り上げている。世界気象監視計画は、世界中の気象機関がユーザーに対するより良いサービスの提供を可能にしているという観点からと、全世界の国際協力についての模範となっているという両方の観点から素晴らしい成功とされている。また現在、世界経済のほとんどあらゆる分野が気象予報情報を頼っているという事実は、WMOとWWWと国家気象水文機関の誇りであり、大きな責任にもなっている。

## 世界気象監視計画の構成
- 基本組織委員会 (Commission for Basic Systems, CBS)
  - 技術指導などの総合的支援を行う。
- 全球監視システム[2] (Global Observing System, GOS)
  - 地上・海上・航空・衛星の4方面からの観測システムを整備する事業。
- 全球通信システム[2] (Global Telecommunication System, GTS)
  - GOS等により整備された観測システムから観測データを拾い上げ、それを効率的に世界各地の拠点に伝送する通信システム。全球気象通信システムともいう。
- 全球データ処理・予報システム[2] (Global Data Processing and Forecasting System, GDPFS)
  - GTS等から収集したデータを処理するとともに、解析や蓄積を行うシステム。
- WWWデータ管理 (WWW Data Management, WWWDM）
  - GOS・GTS・GDPFSを一体的に運用する事業および、データ管理事業。
  - 分散型データベース (Distributed DataBases, DDB) - WWWDMを通じてデータを蓄積する分散データベース。
- 一般気象サービス (Pubic Weather Services, PWS)
  - 各国の気象機関が行う気象業務（市民向けの情報提供など）を支援する。

## 世界気象監視計画の経緯
1957年10月にソビエト連邦が人工衛星スプートニクを打ち上げてから、一気に人工衛星時代へと突入した。アメリカも1958年1月には人工衛星エクスプローラ1号を、1960年4月1日には初の気象衛星TIROS-1を打ち上げてソビエト連邦の後を追いかけた。これらの宇宙開発には軍事目的もあったが、宇宙からの気象監視という大きな名目があった。
当時発達中だったコンピュータによる数値予報は、人間の主観に依らない物理法則に基づいた天気予報への道を開いた。しかし、そのためには全球をカバーする観測網と通信網が必要だった。一方で宇宙からの気象監視は、これまで地上からごく狭い範囲で断片的にしか捉えられなかった気象を地上観測と組み合わせることによって、全球にわたって切れ目なく確実に把握する道筋を示した。
数値予報や衛星観測を有効に利用するためには、各国が協力してそれぞれの役割や手順を調整して、世界中の観測結果を即座に共有する仕組みが必要だった。当時冷戦の最中ではあったが、1961年9月25日にアメリカのケネディ大統領は、国連総会において大気科学には人工衛星やコンピュータなどの最新技術を用いた世界規模での国際協力による気象観測が必要であることを訴え、これらの技術を駆使した通信で世界を結んだ気象予測に関する国際協力に関する提案を行った。この宇宙空間の平和利用を含む国際協力の提案は、同年12月20日の国連総会で決議1721（XVI）として満場一致で採択された。この時、国連総会は世界気象機関（WMO）に宇宙空間の利用の発展に関して次のことを要請した。
(a)気候と大規模な気象改変の可能性に影響を及ぼしている基礎的な物理力について、より多くの知識を提供できるように大気の科学と技術の状態を進展させること。
(b)既存の気象予測能力を高めて加盟国を支援するために、地域の気象センターの能力などを有効利用すること。
これに応えて、WMOでは世界気象監視（World Weather Watch: WWW）プログラムを策定した。これは通信網を改革して衛星観測、地上観測、海上ブイによる観測、船舶観測などからの世界規模の気象観測結果を迅速に共有して、数値予報モデルや気候モデルの初期値としてコンピュータに入力できるようにするものである。これは「各国で行われている現業気象観測の手法や通信手順を調整・規定して、さまざまな観測データの迅速かつ円滑な相互利用を可能にする」という 国際協力としては画期的なものである。現在、日々の気象予報は数値予報を用いて行われており、ほぼ全世界の人間が日常の暮らしでWWWプログラムの恩恵を蒙っている。